# Jon Rahm
Jon Rahm Rodríguez, né le 10 novembre 1994 à Barrika en Espagne, est un golfeur professionnel espagnol. Il a été classé numéro un mondial amateur, et a été le meilleur amateur lors de l'US Open en 2016. Le 19 juillet 2020, il devient numéro un mondial.
En 2024, il rejoint le circuit du LIV Golf faisant de lui le sportif le mieux payé du monde.

## Biographie

### Carrière Amateur
Jon Rahm joue au golf pour l'université d'Arizona State Sun Devils, et remporte 11 tournois universitaires. Il est deux fois récipiendaire du Prix Ben Hogan. Il est resté numéro un mondial du classement amateur pendant 60 semaines et a reçu la médaille Mark H. McCormack en 2015. Il remporte avec l’Espagne le Trophée Eisenhower en 2014. Il a été le meilleur amateur lors de l'US Open 2016, en finissant à la 23e place avec un score de +7 au-dessus du par.

### Carrière Professionnelle
Après l'US Open, Jon Rahm intègre les rangs professionnels ce qui invalide sa qualification pour l'Open britannique 2016. Dans son premier tournoi en tant que professionnel, le Quicken loans National, il est en tête, seul ou ex æquo, pendant les deux premiers tours, et termine finalement troisième, à quatre coups du vainqueur Billy Hurley III. Cette performance lui permet de se qualifier à nouveau pour l'Open britannique, le Quicken loans National faisant partie des tournois qualificatifs. Il finit 2e à l'omnium Canadien RBC, sécurisant ainsi un statut spécial de membre temporaire du PGA Tour pour le reste de la saison. Il obtient par la même occasion assez de points en tant que non-membre pour gagner une carte sur le circuit PGA pour la saison 2017. Le 29 janvier 2017, il remporte le Farmers Insurance Open grâce à un putt de 60 pieds pour Eagle sur le dernier trou. Quelques semaines plus tard, il annonce qu'il jouera aussi sur le Tour européen PGA. En mars, il joue les premiers tournois du World Golf Championships de sa carrière, le WGC-Mexico Championship qu'il finit 3e, puis le WGC-Accenture Match Play Championship, tournoi en match-play dans lequel il finit 2e, battu en finale par le numéro 1 mondial, l'Américain Dustin Johnson. Il remporte son deuxième titre de l'année, et le premier sur le tour européen, lors du Dubai Duty Free Irish Open avec 6 coups d'avances sur les deuxièmes.
En juillet 2018, il remporte la Ryder Cup avec l'équipe européenne pour sa 1re participation et marque 1 point contre Tiger Woods.
Entre 2017 et 2021, il remporte six tournois sur le PGA TOUR.
Le 19 juillet 2020, il devient numéro un mondial. Il est le deuxième Espagnol après Severiano Ballesteros à atteindre ce rang.
Le 10 novembre 2020, il réalise ce que beaucoup appellent le coup du siècle lors du pré-tournoi du Masters d'Augusta aux États-Unis.
Le 20 juin 2021, il gagne son premier majeur en remportant l'US OPEN sur le golf de Torrey Pines (South) à San Diego, faisant de lui le premier Espagnol à remporter l'US OPEN.
Le 09 avril 2023, après déjà 3 victoires depuis le début de la saison 2022-2023, il remporte le Masters d’Augusta avec 4 coups d’avance. Il devient ainsi le 4e Espagnol à gagner ce tournoi, et aussi le seul Espagnol à gagner en carrière le Masters (2023) et l'US Open (2021).

### Départ du PGA Tour pour le LIV Golf
Le circuit concurrent de la PGA Tour, le LIV Golf financé par le fonds public d'investissement d'Arabie saoudite, cherche depuis sa création en 2022 à attirer les meilleurs joueurs du monde pour étoffer son plateau. Ainsi, d'anciens vainqueurs de Grands Chelems ont rejoint ce circuit moyennant lucrativement leur participation à l'instar de Phil Mickelson (pour 138 millions de dollars) et Sergio García (pour au moins 40 millions de dollars). En juin 2023, durant l'Open américain, Jon Rahm déclare : « Je n'ai jamais vraiment joué au golf pour des raisons monétaires. Je joue pour l'amour du jeu, et je veux jouer contre les meilleurs du monde. J'ai toujours été intéressé par l'histoire et l'héritage, et c'est ce que propose actuellement le PGA Tour » suivi de « Ça me fait bien rire quand j'entends des rumeurs qui m'envoient au LIV. Je n'ai jamais aimé ce format », écartant ainsi l'idée de rejoindre ce circuit. Toutefois, en décembre 2023, alors qu'il est classé no 3 mondial, il annonce son départ du PGA Tour pour le LIV Golf faisant de lui le sportif le mieux payé du monde avec un contrat d'environ 450 millions de dollars sur cinq années, devançant le footballeur portugais Cristiano Ronaldo (136 millions de revenus annuels sur et en dehors du terrain à la suite de sa signature pour Al-Nassr FC en janvier 2023). Il confirme l'attrait financier du circuit en déclarant : « Je mentirais si je disais que l’argent n’a pas compté. Aujourd’hui, je suis mieux payé pour jouer au golf et j’ai plus de temps libre […] Comme n’importe qui, j’ai le droit de choisir ce qui est le mieux pour moi et ma famille. ».

## Victoires amateur
- 2010 Spanish Junior/Boys Championship
- 2011 Copa Baleares, Campeonato de Madrid Absoluto
- 2012 Campeonato de España Junior Y Boys, Campeonato Absoluto País Vasco, Bill Cullum Invitational
- 2014 ASU Thunderbird Invitational, Campeonato de España Absoluto, Bill Cullum Invitational
- 2015 Duck Invitational, ASU Thunderbird Invitational, NCAA San Diego Regional, Campeonato de España Absoluto, Tavistock Collegiate Invitational
- 2016 ASU Thunderbird Invitational, Pac-12 Championships, NCAA Albuquerque Regional

## Victoires professionnelles

### Victoires sur le PGA Tour (11)
| Num. | Date            | Tournoi                                               | Score           | Par | Avance                        | Deuxième(s)                           |
| ---- | --------------- | ----------------------------------------------------- | --------------- | --- | ----------------------------- | ------------------------------------- |
| 1    | 29 janvier 2017 | Farmers Insurance Open                                | 72-69-69-65=275 | -13 | 3 coups                       | Charles Howell III, Pan Cheng-tsung   |
| 2    | 21 juin 2018    | CareerBuilder Challenge                               | 62-65-70-68=266 | -22 | Birdie au 4e trou de playoff  | Andrew Landry                         |
| 3    | 28 avril 2019   | Zurich Classic of New Orleans en duo avec Ryan Palmer | 64-65-64-69     | -26 | 3 coups                       | Sergio Garcia, Tommy Fleetwood        |
| 4    | 19 juillet 2020 | The Memorial Tournament                               | 69-67-68-75=279 | -9  | 3 coups                       | Ryan Palmer                           |
| 5    | 30 aout 2020    | BMW Championship                                      | 75-71-66-64=276 | -4  | Birdie au 1er trou de playoff | Dustin Johnson                        |
| 6    | 20 juin 2021    | US Open                                               | 69-70-72-67=278 | -6  | 1 coup                        | Louis Oosthuizen                      |
| 7    | 1er mai 2022    | Mexico Open at Vidanta                                | 64-66-68-69=267 | -17 | 1 coup                        | Tony Finau, Kurt Kitayama, Brandon Wu |
| 8    | 8 janvier 2023  | Sentry Tournament of Champions                        | 64-71-67-63=265 | -27 | 2 coups                       | Collin Morikawa                       |
| 9    | 22 janvier 2023 | The American Express                                  | 64-64-65-68=261 | -27 | 1 coup                        | Davis Thompson                        |
| 10   | 19 février 2023 | The Genesis Invitational                              | 65-68-65-69=267 | -17 | 2 coups                       | Max Homa                              |
| 11   | 9 avril 2023    | The Masters Tournament                                | 65-69-73-69=276 | -12 | 4 coups                       | Phil Mickelson, Brooks Koepka         |

| Légende                               |
| ------------------------------------- |
| Majeur (2)                            |
| Tournoi des playoffs la FedEx Cup (1) |
| Autre tournoi du PGA tour (8)         |

### Victoires sur l'European Tour (8) hors "Majeurs"
Ses 2 victoires en "Majeurs" sont déjà prise en compte par le PGA Tour
| Num. | Date             | Tournoi                        | Score           | Par | Avance  | Deuxième(s)                       |
| ---- | ---------------- | ------------------------------ | --------------- | --- | ------- | --------------------------------- |
| 1    | 9 juillet 2017   | Dubai Duty Free Irish Open     | 65-67-67-65=264 | -24 | 6 coups | Richie Ramsay, Matthew Southgate  |
| 2    | 19 novembre 2017 | Dubai World Championship       | 69-68-65-67=269 | -19 | 1 coup  | Kiradech Aphibarnrat, Shane Lowry |
| 3    | 15 avril 2018    | Open d'Espagne                 | 67-68-66-67=268 | -20 | 2 coups | Paul Dunne                        |
| 4    | 7 juillet 2019   | Dubai Duty Free Irish Open (2) | 67-71-64-62=264 | -16 | 2 coups | Andy Sullivan, Bernd Wiesberger   |
| 5    | 6 octobre 2019   | Open d'Espagne                 | 66-67-63-66=262 | -22 | 5 coups | Rafa Cabrera-Bello                |
| 6    | 24 novembre 2019 | Dubai World Championship (3)   | 66-69-66-68=269 | -19 | 1 coup  | Tommy Fleetwood                   |
| 7    | 9 octobre 2022   | Open d'Espagne (3)             | 64-68-65-62=259 | -25 | 6 coups | Matthieu Pavon                    |
| 8    | 20 octobre 2022  | DP World Tour Championship     | 70-66-65-67=268 | -20 | 2 coups | Tyrrell Hatton                    |

Le Dubai World Championship (puis DP World Tour Championship) est aussi un Rolex Series.
| Légende                              |
| ------------------------------------ |
| Finale Race to Dubai (3)             |
| Rolex Series (2)                     |
| Autre Tournoi de l'European Tour (3) |

### Autre Victoire (1)
| Num | Date            | Tournoi              | Score           | Par | Avance  | Deuxième   |
| --- | --------------- | -------------------- | --------------- | --- | ------- | ---------- |
| 1   | 2 décembre 2018 | Hero World Challenge | 71-63-69-65=268 | -20 | 4 coups | Tony Finau |

## Résultats dans les tournois Majeurs de golf
| Tournoi          | 2016 | 2017 | 2018 | 2019 | 2020 | 2021 | 2022 | 2023 | 2024 |
| ---------------- | ---- | ---- | ---- | ---- | ---- | ---- | ---- | ---- | ---- |
| Masters          | DNP  | T27  | 4    | T9   | T7   | T5   | T27  | 1    | T45  |
| US Open          | T23  | CUT  | CUT  | T3   | T23  | 1    | T12  | T10  |      |
| Open Britannique | T59  | T44  | CUT  | T11  | n/a1 | T3   | T34  | T2   |      |
| PGA Championship | DNP  | T58  | T4   | CUT  | T13  | T8   | T48  | T50  |      |

1 Tournoi annulé en raison de la pandémie de Covid-19.
DNP = N'a pas participé
CUT = A raté le Cut
"T" = Égalité
Le fond vert montre les victoires et le fond jaune un top 10.

## Résultats dans lesWorld Golf Championship
| Tournoi             | 2017 | 2018 | 2019 | 2020 | 2021 | 2022 |
| ------------------- | ---- | ---- | ---- | ---- | ---- | ---- |
| Mexico Championship | T3   | T20  | T45  | T3   | T32  |      |
| Match Play          | 2    | T52  | T24  | n/a1 | T5   | T9   |
| Invitational        | T28  | T17  | 7    | T52  | DNP  |      |
| HSBC Champions      | T36  | T22  | DNP  | n/a1 | n/a1 |      |

1 Tournoi annulé en raison de la pandémie de Covid-19.
DNP = N'a pas participé
CUT = A raté le Cut
"T" = Égalité
Le fond vert montre les victoires et le fond jaune un top 10.

## Tournois en équipe
Amateur
- Trophée Jacques Léglise (représentant l'Europe Continentale : 2011
- Trophée Bonallack (représentant l'Europe): 2012 (vainqueur)
- Palmer Cup (représentant l'Europe): 2014 (vainqueur), 2015
- Trophée Eisenhower (représentant l'Espagne): 2014 (vainqueur)

Professionnel
- Coupe du monde (représentant l'Espagne): 2016
- Ryder Cup (représentant l'Europe) : (Vainqueurs) 2018, 2021